# 송 소공 (득)
송 소공(宋 昭公, ? ~ 기원전 404년)은 중국 춘추 시대 송나라의 공작(재위: 기원전 468년 ~ 기원전 404년)이다. 이름은 《춘추좌씨전》에선 득(得), 《사기》에선 특(特)이라고 나와 있다.

## 생애
송 경공은 아들이 없어서 동생인 공자 서진(褍秦)의 아들인 공손 주(周)의 두 아들 득(得)과 계를 궁중에서 길러 후계자를 뽑으려고 했다.
기원전 469년에 경공이 끝내 태자를 세우지 않고 죽자 경공이 총애하던 신하 대윤(大尹, 관직 이름)이 계를 옹립했다. 어느 날 득이 낮잠을 자다 꿈을 꾸었는데 궁으로 들어가는 큰 문에 동생인 계가 누워서 자고 있고 자신은 한 마리 까치가 되어 계의 머리 위에 앉는 꿈이었다. 득은 깨어나서 자신이 장차 계를 대신하여 임금이 될 징조라고 여겼다.
좌사(右師) 황완(皇緩), 대사마(大司馬) 황비아(皇非我), 사도(司徒) 황회(皇懷), 좌사(左師) 영불완(靈不緩), 사성(司城) 악패(樂茷), 대사구(大司寇) 악주서(樂朱鉏)의 여섯 경(卿)은 이에 반대하여 백성들에게 형인 득을 제치고 계가 선 것은 옳지 못하다고 하자 백성들이 이에 동조했다. 대윤도 백성들에게 이미 세워진 군주를 다시 바꾸는 것은 옳지 못하다고 했지만 백성들이 그를 비난했다. 여섯 경이 백성들을 선동하여 대윤을 체포하라고 하니 마침내 대윤과 계는 초나라로 달아났다. 여섯 경은 그 길로 득을 맞이하여 세웠다.
《사기》에는 공손 주가 규(糾)로 되어 있으며 경공이 규를 죽이자 이에 원한을 품어 경공 사후 경공의 태자를 죽인뒤 자립했다고 하며, 계에 대한 이야기는 보이지 않는다.
즉위한 후 묵자에게 송나라로 와서 정치에 참여할 것을 청했고, 절한 뒤 대부(大夫)로 임명했고 "위로는 임금의 일이 없으며, 아래로는 경농하는 일이 없다. [上無君上之事, 下無耕農之事.]"고 일컬었다.
초나라가 혜왕과 성왕 때 일찍이 두 번에 걸쳐 송나라를 침공하여 수도를 포위했으나 이기지 못했다. 만년에는 대환(戴歡)을 대재(大宰)로 삼았고, 사성 황희(皇喜)가 전정했는데 두 사람의 무리가 서로를 잔살함에 이르자 후에 사성 자한(子罕)이 대환을 쳐서 패배시키고 소공을 쫓아내니 소공은 비(鄙)로 달아났다. 후에 잠심하고 잘못을 고친지 3년이 지나자 복위되었고 65년 재위했다.
| 선대 송공 계 | 제30대 송나라 임금 기원전 450년 ~ 기원전 404년 기원전 468년경 ~ 기원전 404년 | 후대 송 도공 구유 |